# آپولو ۹
آپولو ۹ (به انگلیسی: Apollo 9) نام نهمین مأموریت از پروژه آپولو در راه سفر انسان به کره ماه بود. در این سفر، ناسا قصد آزمایش مدول ماه‌نشین (سفینه فرودگر) و برخی تجهیزات دیگر را داشت.
این مأموریت در سال ۱۹۶۹ انجام شد و فضانوردان آن:
- جیمز مک‌دیویت
- دیوید اسکات
- راسل شوایکارت (که به ایران نیز سفر کرده‌است[۱])

بودند.

## نگارخانه

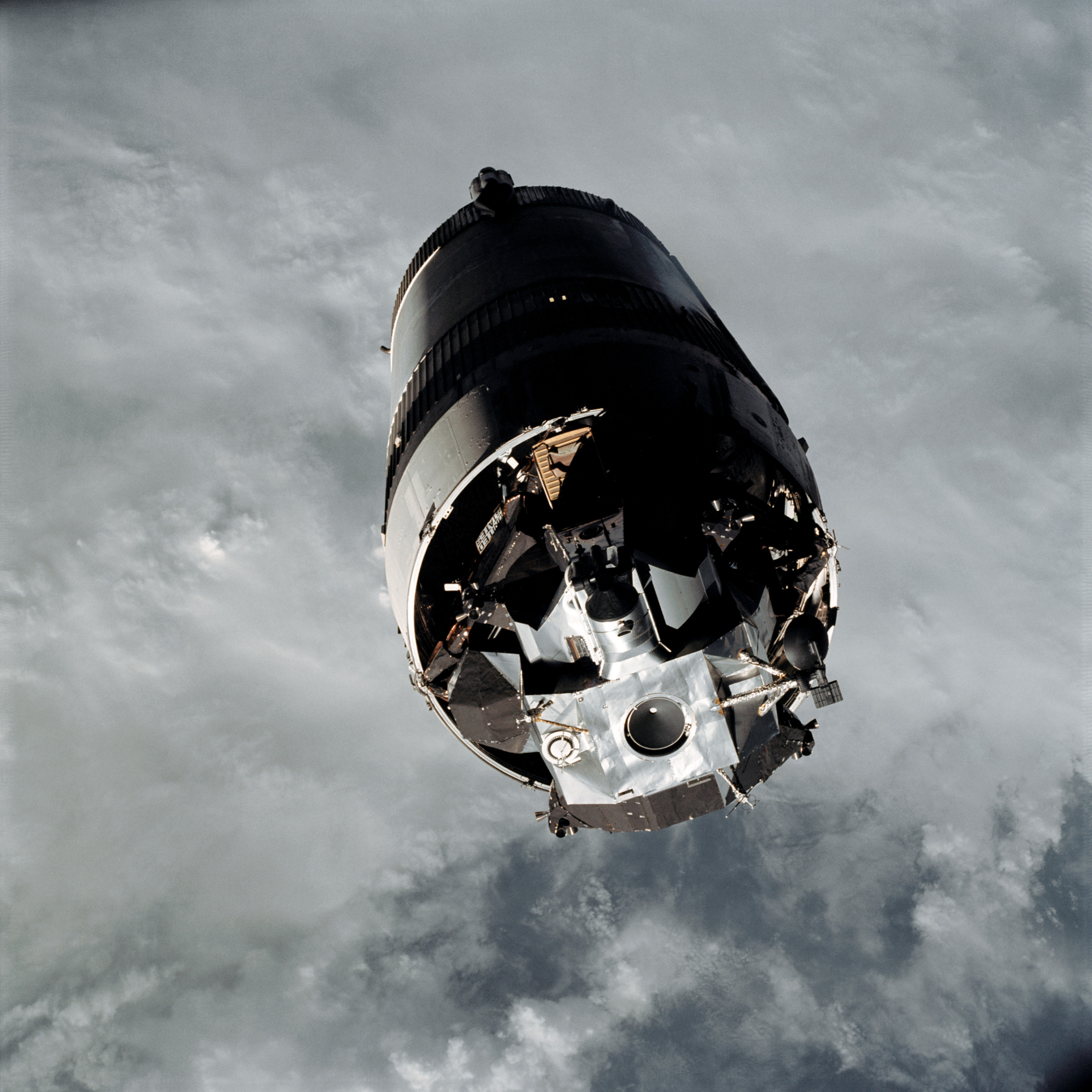
پس از ورود به مدار
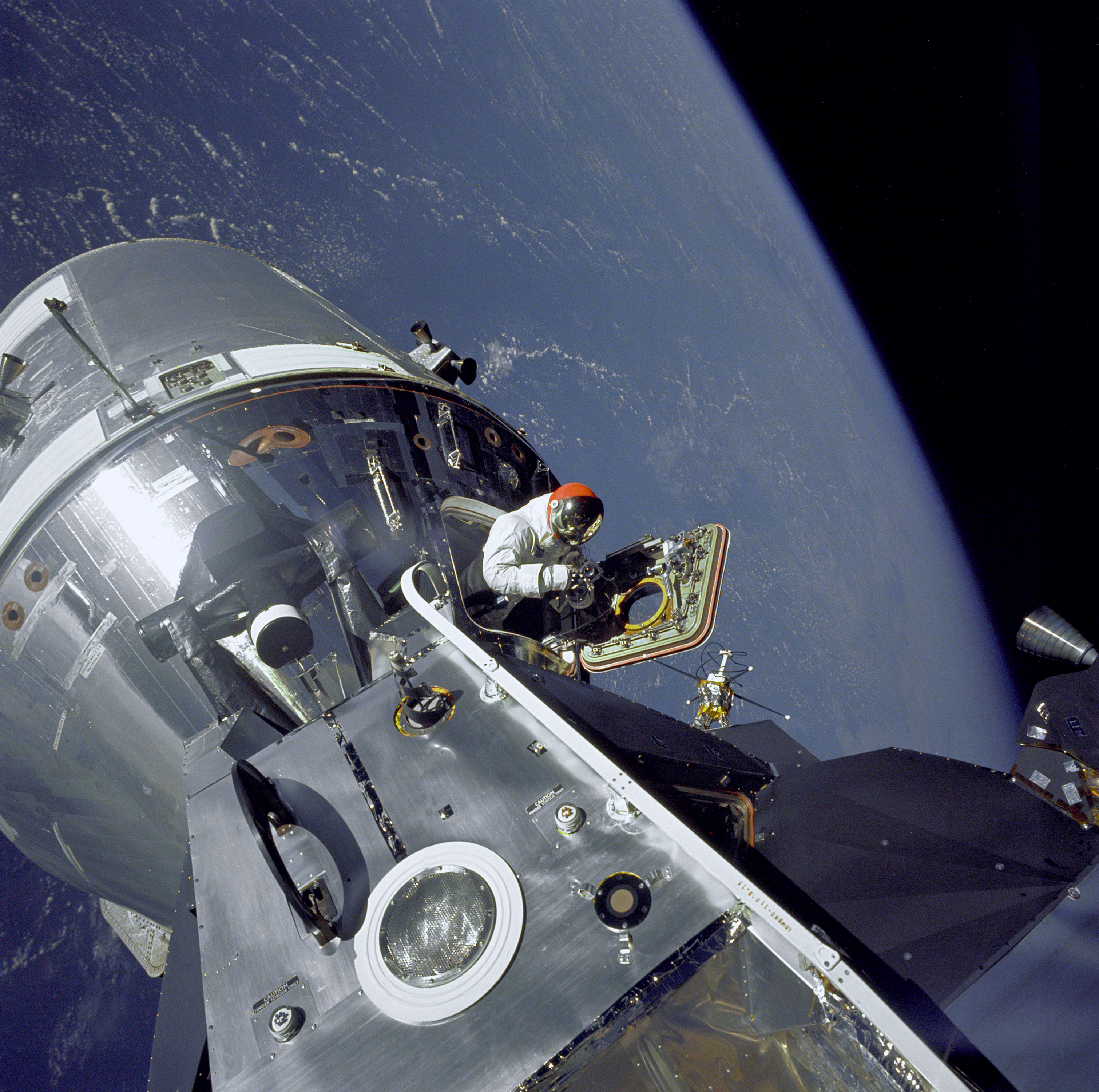
دیوید اسکات از گردونه فرمان خارج می‌شود تا راهپیمایی فضایی را آغار کند. مدول ماه‌نشین در جلو دیده می‌شود.
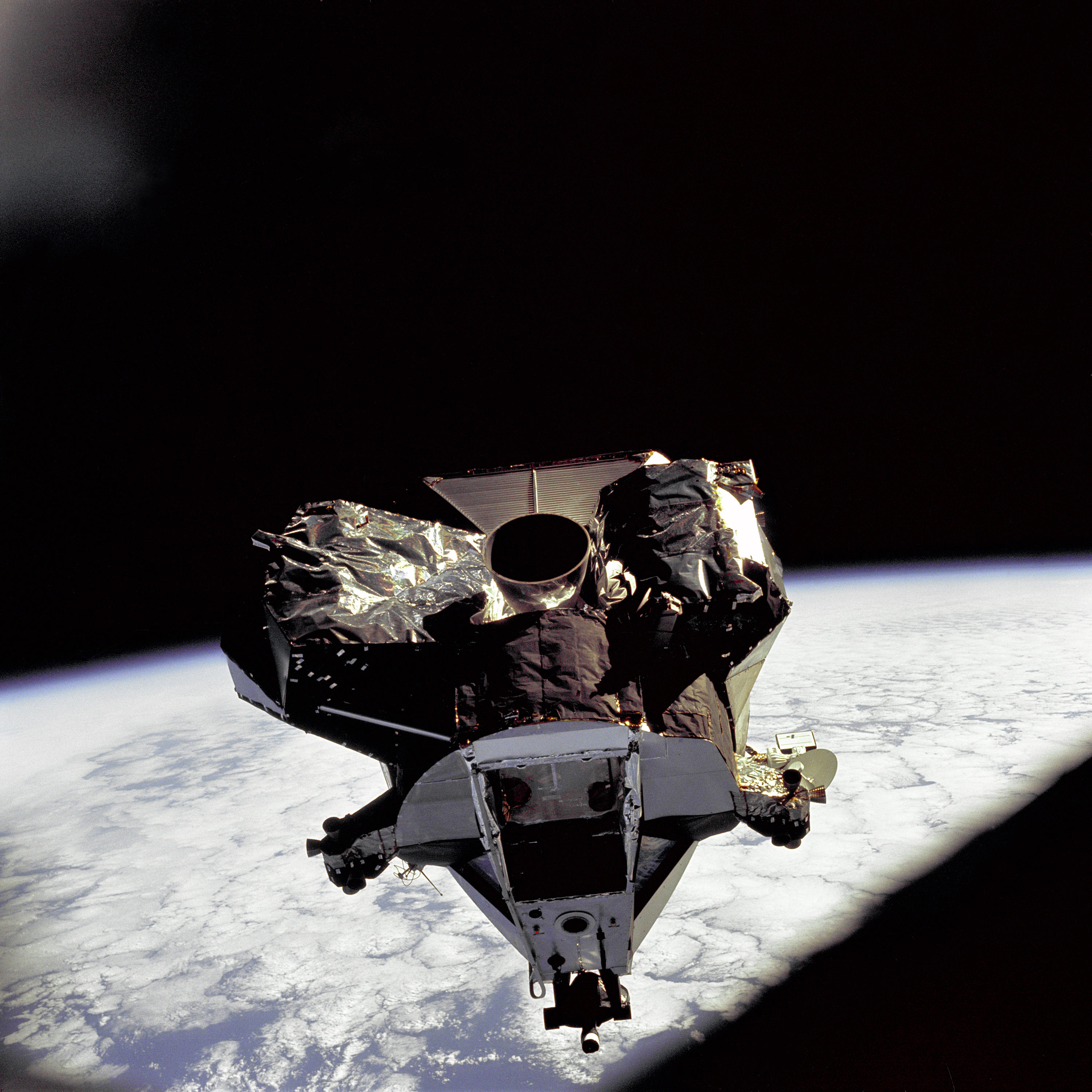
آزمایش جداشدن فرودگر ماه
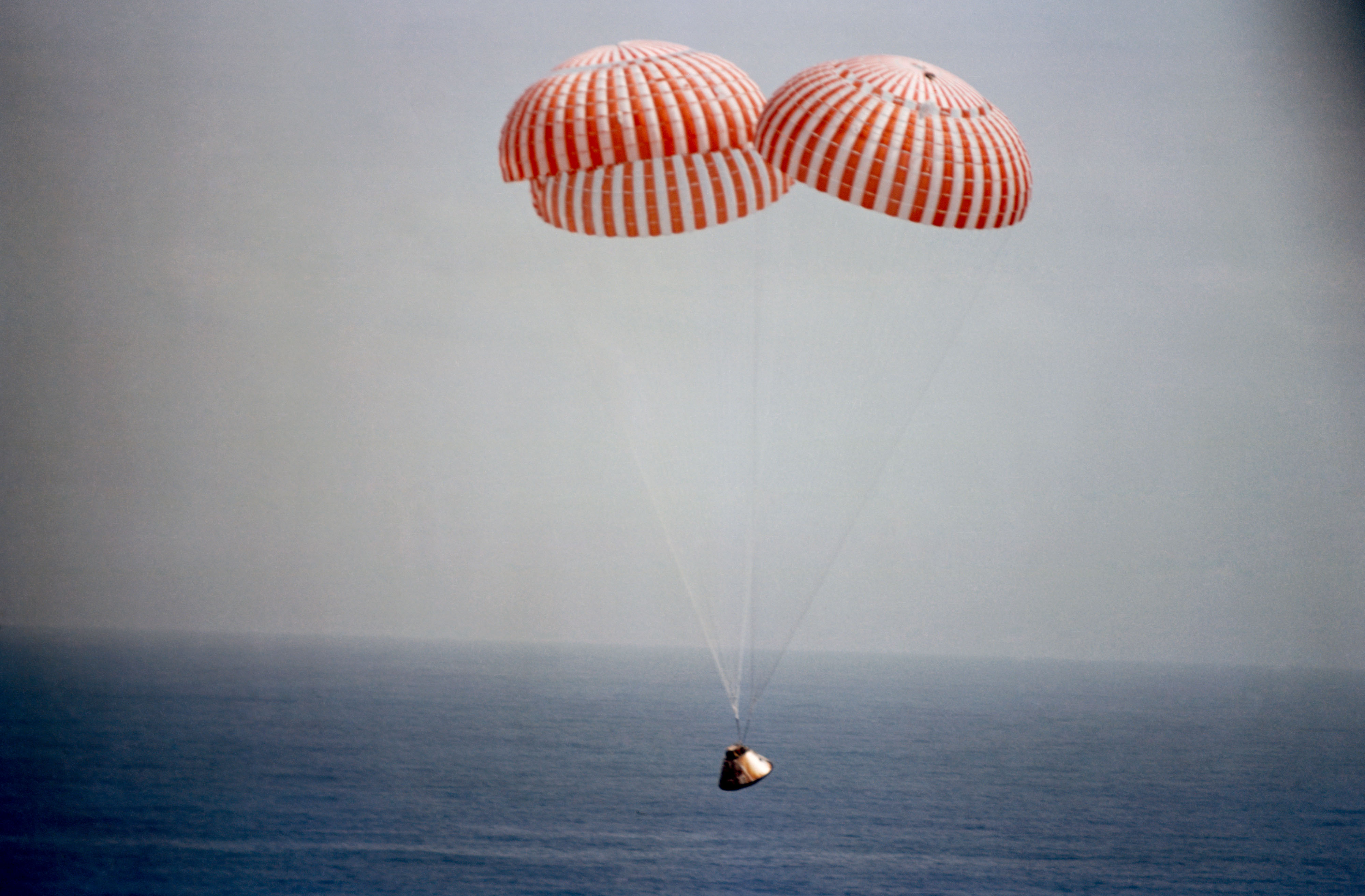
بازگشت به زمین